# Chromatographie gazeuse inverse
 (septembre 2020).
Sa qualité peut être largement améliorée en utilisant un vocabulaire plus directement compréhensible.
Chromatographie Gazeuse Inverse, appelée CGI ou plus souvent IGC (Inverse Gas Chromatography) est une technique d'analyse de surface permettant d'examiner, à l'échelle moléculaire, des propriétés de surface de solides (API, poudres pharmaceutiques, excipients, pigments, noir de carbone, oxydes minéraux, fibres, etc.) et d'estimer leurs capacités d'interactions. La technique IGC est appelée à mesurer l'énergie de surface, la nanorugosité, le caractère acido-basique, l'isotherme d'adsorption, la surface spécifique, l'hétérogénéité de surface, la température de transition vitreuse, les HSP, etc. La technique IGC permet ainsi d'expliquer des phénomènes tels que l'adhésion, l'adsorption, l'agglomération, la dispersion, l'hydrophile ou l'hydrophobie.
Dès 1956 Archer John Porter Martin considérait déjà que l'analyse chromatographie procurait une méthode aisée et rapide pour étudier la thermodynamique de l'interaction d'une espèce volatile avec un solvant non volatil. Il avait même remarqué que le logarithme du temps de rétention d'éléments d'une série homologue tels que les alcanes linéaires était proportionnel à la longueur de la chaine carbonée. Il créait ainsi une nouvelle branche de l'analyse chromatographique : la chromatographie gazeuse inverse. Mais pourquoi est-elle qualifiée d'inverse ? Parce qu'à l'inverse de la chromatographie analytique ce n'est pas le mélange injecté qui fait l'objet de l'analyse, mais le solide introduit dans une colonne qui est alors montée dans un chromatographe analytique classique. Classiquement un chromatographe dédié à la IGC se composera donc des éléments habituels : un injecteur, une enceinte thermostatée dans laquelle est montée la colonne ou tout autre dispositif adéquat, un détecteur en général un FID, et un ordinateur comprenant une carte de conversion analogique/digital et des logiciels dédiés pour un traitement adapté du signal chromatographique. Traitement qui variera selon les protocoles d'analyse adoptés. C'est là le "cerveau" de l'IGC dont le contenu la distingue profondément de la chromatographie analytique.